# Achun
Achun je francouzská obec v departementu Nièvre v Burgundsku. Leží 218 kilometrů od Paříže.

## Vývoj počtu obyvatel
Počet obyvatel

## Památky
- hospic založený roku 1808 Louisem François de Bréchard